# Sos
Sos (okzitanisch Sòs) ist eine französische Gemeinde mit 659 Einwohnern (Stand 1. Januar 2022) im Département Lot-et-Garonne in der Region Nouvelle-Aquitaine (vor 2016 Aquitaine). Sie gehört zum Arrondissement Nérac und zum Kanton L’Albret. Die Einwohner werden Sotiates genannt.

## Geografie
Sos liegt etwa 45 Kilometer westsüdwestlich von Agen am Flüsschen Gueyze. Umgeben wird Sos von den Nachbargemeinden Arx im Norden, Réaup-Lisse im Nordosten, Poudenas im Osten, Sainte-Maure-de-Peyriac im Südosten und Süden, Saint-Pé-Saint-Simon im Süden, Escalans im Südwesten sowie Rimbez-et-Baudiets im Westen.

## Bevölkerungsentwicklung
| Jahr                       | 1962 | 1968 | 1975 | 1982 | 1990 | 1999 | 2006 | 2017 |
| Einwohner                  | 884  | 829  | 926  | 769  | 718  | 643  | 691  | 657  |
| Quellen: Cassini und INSEE |      |      |      |      |      |      |      |      |

## Sehenswürdigkeiten
- Kirche Saint-Barthélemy in Gueyze aus dem 12. Jahrhundert, Monument historique seit 2004
- Kirche Saint-Saturnin in Sos
- Kapelle von Saint-Pau
- Schloss Saint-Pau

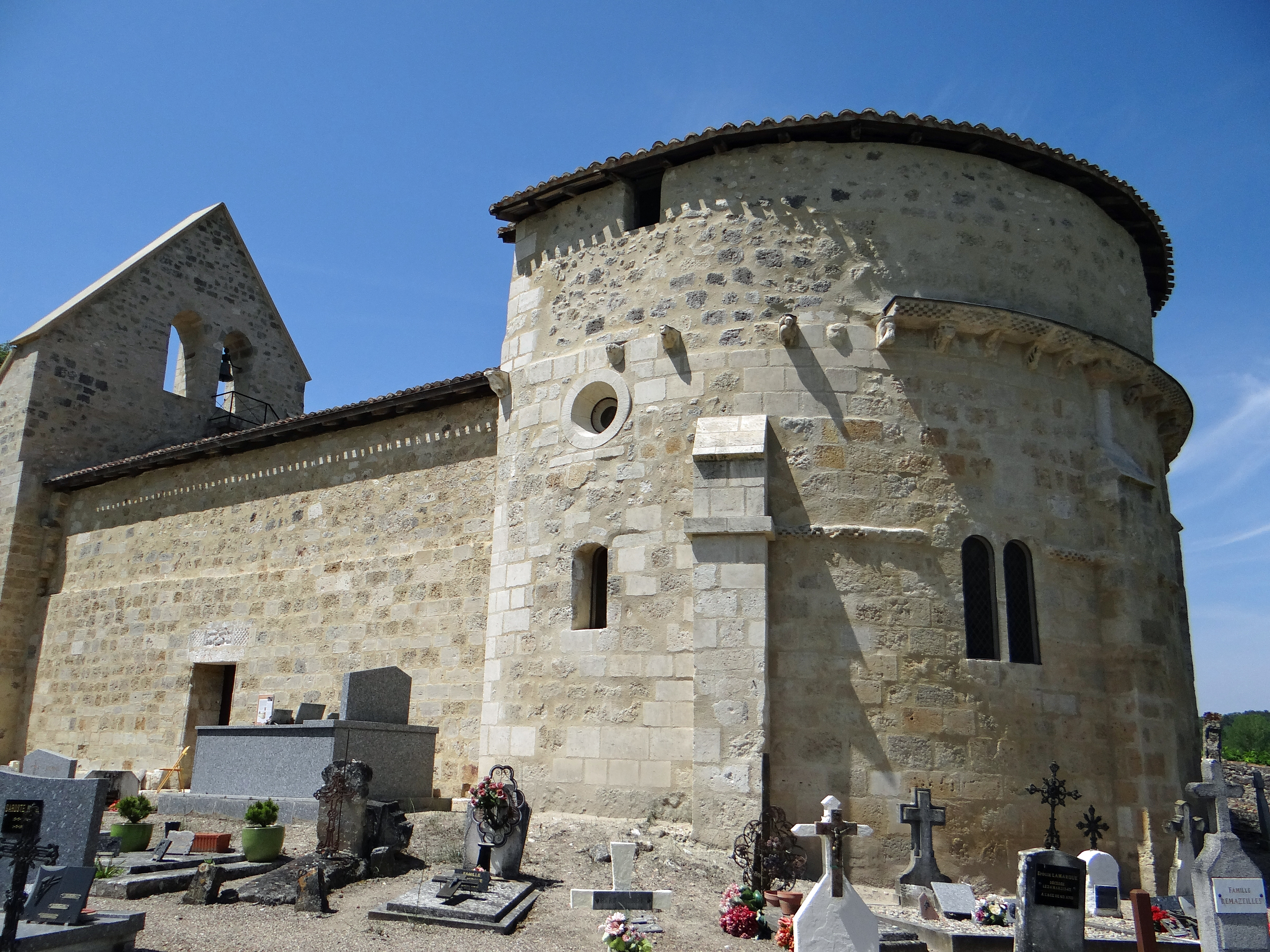
Kirche Saint-Barthélemy
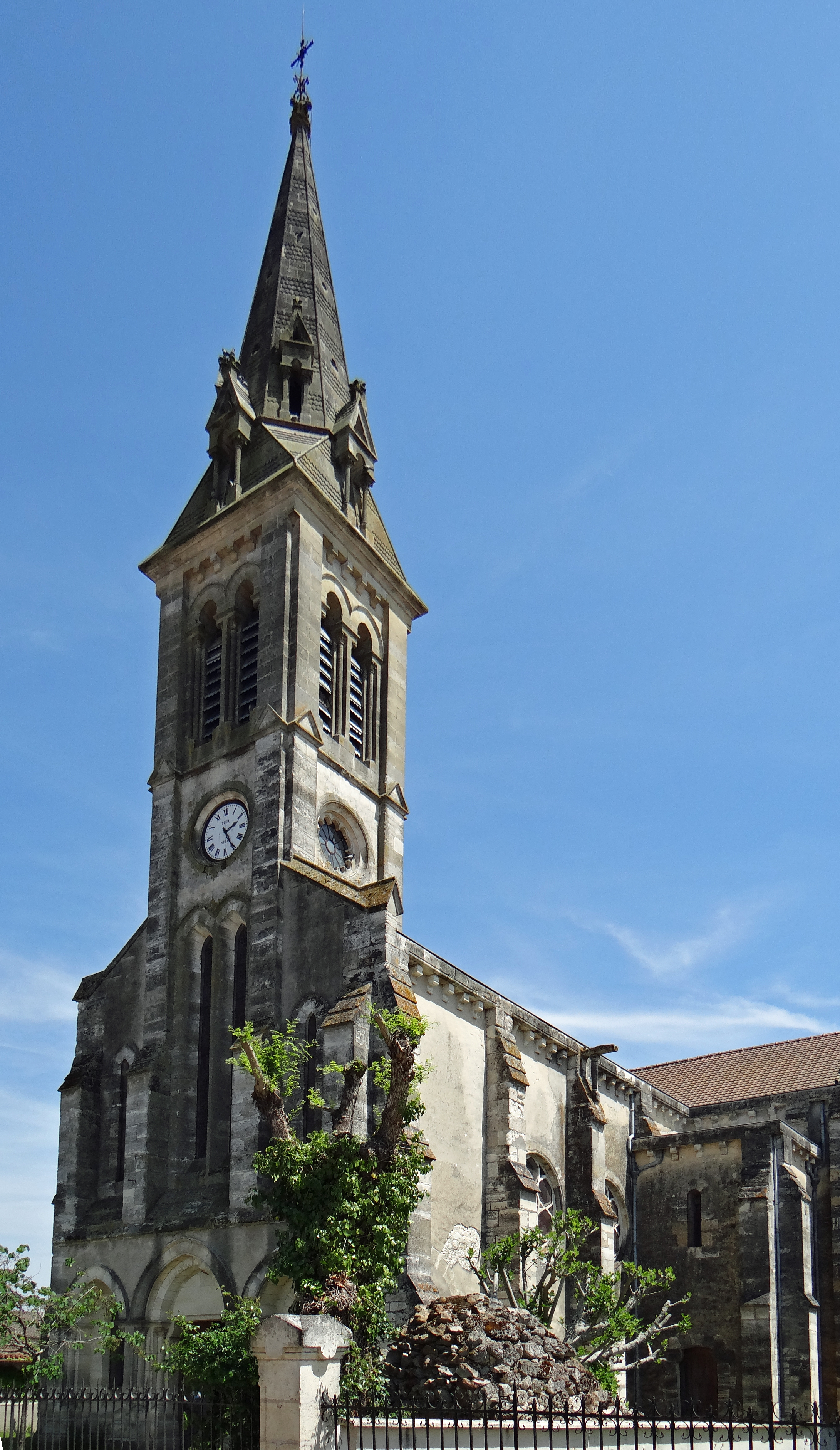
Kirche Saint-Saturnin

## Persönlichkeiten
- Jean de Silhon (1594–1667), Philosoph und Mitglied der Académie française
- Emmanuel Delbousquet (1874–1909), Schriftsteller
- Enzo Corman (* 1953), Schriftsteller